# Пфаненштиль, Иван Алексеевич
Ива́н Алексе́евич Пфаненшти́ль (род. 8 марта 1947, д. Сакиново, Чердынский район, Пермская область, СССР) — советский и российский философ, специалист по социальной философии, геополитике, глобалистике, конфликтологии и этике. Один из ведущих в России специалистов по вопросам глобализации. Доктор философских наук (2006), профессор.

## Биография
Родился 8 марта 1947 года в деревне Сакиново Чердынского района Пермской области.
Детство прошло в Харабали, где в 1964 году окончил 8 классов средней школы № 1 имени М. А. Орлова. Работал и продолжал учёбу в вечерней школе.
В 1967 году поступил на дневное отделение философского факультета Ленинградского государственного университета имени А. А. Жданова.
В 1974 году окончил университет по специальности «Философия» и по распределению стал преподавателем Красноярского государственного политехнического института.
В 1976—1979 годы учился в очной аспирантуре на кафедре этики и эстетики философского факультета ЛГУ имени А. А. Жданова.
18 октября 1980 года в ЛГУ имени А. А. Жданова под научным руководством доктора философских наук, профессора В. Г. Иванова защитил диссертацию на соискание учёной степени кандидата философских наук по теме «Формирование социалистической морали и развитие этики в ГДР (1945—1979 гг.)» (специальность 09.00.05 — этика).
В 1986—2006 годы — профессор и заведующий кафедрой философии Красноярского государственного технического университета, преподавал дисциплины: «Философия», «Этика», «Эстетика», «Культурология», а также специальные курсы по логике и геополитике, руководил научно-историческим философским семинаром КГТУ.
В 1997 году проходил шестимесячное обучение в Институте Гумбольдта.
В 2006 году в Сибирской государственной аэрокосмической академии имени академика М. Ф. Решетнёва защитил диссертацию на соискание учёной степени доктора философских наук по теме «Современные процессы глобализации в системе основных проектов науки: социально-философский анализ» (специальность 09.00.11 — социальная философия). Научный консультант — доктор философских наук, профессор Н. М. Чуринов. Официальные оппоненты — доктор философских наук, профессор А. Д. Московченко, доктор философских наук, профессор А. А. Грякалов, доктор философских наук, профессор Н. В. Наливайко. Ведущая организация — Сибирский юридический институт МВД России.
В 2007 году стал профессором и заведующим кафедрой философии и гуманитарных наук Политехнического института Сибирского федерального университета, а в настоящее время является профессором и заведующим кафедрой глобалистики и геополитики Гуманитарного института Сибирского федерального университета. Преподаёт дисциплины: «Глобалистика», «Геополитика», «Философию» и «Этика», а также специальные курсы: «Русский космизм» и «Философия истории».
Член редакционной коллегии и один «из ведущих экспертов статей, посвящённых проблемам становления и перспективам развития глобального образования» журнала «Философия образования».
Действительный член Международной академии ноосферы (устойчивого развития).
Член Российского философского общества.

## Награды
- Нагрудный знак «Почётный работник высшего профессионального образования Российской Федерации»[1]
- Медаль «Ветеран КГТУ»[1]
- Профессорская премия Главы города (2010)[9]

## Научная деятельность
Разработал проблематику познавательной стратегии социальной философии для выявления возможностей и причин преодоления разрушительных процессов глобализации. А также занимается разработкой идей отечественной философии, связанных с единством процессов образования и воспитания.
Философ В. В. Павловский относил И. А. Пфаненштиля к числу российских учёных и философов, которые «исследовали русский мир как реальную действительность, разрабатывали и разрабатывают соответствующие концепции и категории».

## Научные труды

### Диссертации
- Пфаненштиль И. А. Современные процессы глобализации в системе основных проектов науки : социально-философский анализ / автореферат дис. ... доктора философских наук : 09.00.11. — Красноярск: Сиб. аэрокосм. акад. им. акад. М. Ф. Решетнёва, 2006. — 47 с. — 100 экз.

### Монографии
- Яценко М. П., Пфаненштиль И. А. Аксиологические особенности гносеологической сущности истории : монография. — Красноярск: КГТУ, 2003. — 238 с. — ISBN 5-7636-0531-4.
- Пфаненштиль И. А. Глобализация: проблемы и перспективы. Монография. — Красноярск: ИПЦ КГТУ, 2006. — 484 с. — 500 экз. — ISBN 5-7636-0818-6.
- Светлов В. А., Пфаненштиль И. А. Аналитика конфликта: монография. — Красноярск: СФУ, 2009. — 484 с. — ISBN 978-5-7638-1949-6.
- Пфаненштиль И. А. Современные процессы глобализации и геополитические последствия: социально-философское осмысление. Монография. — Красноярск: СФУ, 2013. — 360 с. — 500 экз.

### Учебные пособия
- Барышев М. А., Каширин В. П., Пфаненштиль И. А. Философия техники: учебное пособие. — Красноярск: Сибирский федеральный ун-т, Политехнический ин-т, 2007. — 156 с. — 250 экз.
- Пфаненштиль И. А., Каширин В. П., Барышев М. А. Методология науки. Учебное пособие. — Красноярск: СФУ, 2009. — 125 с.
- Пфаненштиль И. А., Яценко М. П. Философия. Учебное пособие. — Красноярск: СФУ, 2010. — 150 с. — (Образовательная методология: региональная учебно-справочная литература обобщающая : РУСЛО). — ISBN 978-5-7638-1910-6.
- Пфаненштиль И. А., Светлов В. А. Аналитика конфликта. Учебное пособие. — Красноярск: СФУ, 2011. — 484 с.
- Пфаненштиль И. А., Светлов В. А. Словарь по конфликтологии. Учебное пособие. — Красноярск: СФУ, 2012. — 175 с.
- Никонова С. Б., Новосельцев В. И., Пфаненштиль И. А., Светлов В. А., Семёнов В. А., Сирота Н. М., Тулаева С. А., Фатиев Н. И., Халлисте О. В. Словарь по конфликтологии: справочное издание / Под ред. В. А. Светлова, И. А. Пфаненштиля; М-во образования и науки Российской Федерации, Сибирский федеральный ун-т. — Красноярск: СФУ, 2012. — 233 с. — 100 экз. — ISBN 978-5-7638-2665-4.
- Светлов В. А., Пфаненштиль И. А. Философия и методология науки: Учебное пособие. Ч. 1. — Красноярск: СФУ, 2011. — 412 с. — ISBN 978-5-7638-2394-3.
- Светлов В. А., Пфаненштиль И. А. Философия и методология науки: Учебное пособие. Ч. 2. — Красноярск: СФУ, 2011. — 354 с. — ISBN 978-5-7638-2394-3.
- Пфаненштиль И. А., Яценко М. П. Философия: Учебное пособие для аспирантов. — Красноярск: СФУ, 2013. — 162 с. — ISBN 978-5-7638-2716-3.

### Статьи
на русском языке
- Пфаненштиль И. А., Синицына Т. И. Диалектика соотношения факторов детерминации деятельности // Научные доклады высшей школы. Философские науки. — 1981. — № 6. — С. 147—149.
- Пфаненштиль И. А. Глобализация как западная модель управления миром // Теория и история. — 2002. — № 1. — С. 82—89.
- Пфаненштиль И. А. Образование и наука как фактор национальной идеи возрождения России // Науковедение: фундаментальные и прикладные проблемы: сб. науч. тр.; ред. В. П. Каширин. — Красноярск, 2002. — С. 220—223.
- Пфаненштиль И. А. Глобализация: сущность и современные проблемы // Культура информационного общества: материалы НПК, г. Красноярск, 11 декабря 2002 г / ред: Л. В. Хазова, И. А. Пфаненштиль. — Красноярск. — 2002. — С. 10—18.
- Пфаненштиль И. А. Глобализация образования // Достижения науки и техники - развитию сибирских регионов; материалы Всеросс. НПК: в 3-х ч. Ч. 4. — Красноярск: ИПЦ КГТУ, 2003. — С. 121—123.
- Пфаненштиль И. А. Глобализация и Россия: угрозы и перспективы // Теория и история. — 2003. — № 2. — С. 192—199.
- Пфаненштиль И. А. Россия и глобализация: проблемы и перспективы // Культура информационного общества: сб. науч, тр.; ред. Л. В. Хазова, И. А. Пфаненштиль. — Красноярск, 2003. — С. 62—73.
- Пфаненштиль И. А. Глобализация: новый мировой порядок или фашизм? // Теория и история. — 2003. — № 3. — С. 175—187.
- Пфаненштиль И. А. Глобализация или американизация? // Совершенствование систем управления качеством подготовки специалистов: материалы Всеросс, НМК, г. Красноярск, 24-26 марта 2004 г. / ред. С. А. Подлесный. — Красноярск, 2004. — С. 343—346.
- Пфаненштиль И. А. Российское образование в свете Болонских соглашений // Проблемы качества образования в свете Болонских соглашений: материалы XIV Всероссийской НМК, г, Уфа, 27 мая — 3 июня 2004 г. Уфа — М. — 2004. — С. 180—185.
- Пфаненштиль И. А. Онтологический переворот: субъекты и объекты глобализации // Теория и история. — 2004. — № 1. — С. 164—176.
- Пфаненштиль И. А. Российское образование: состояние и перспективы развития в контексте Болонского процесса и глобализации // Теория и история. — 2004. — № 1. — С. 176—181.
- Пфаненштиль И. А. Психологический детерминизм и силовая интерпретация в познании истории // Теория и история. — 2004. — № 2. — С. 104—123.
- Пфаненштиль И. А. Болонский процесс и перспективы модернизации российского образования в контексте глобализации // Управление и экономика: теория и практика: сб. науч. тр. — Красноярск: Изд-во «Гротеск», 2005. — Вып. 1. — С. 105—112.
- Пфаненштиль И. А. «Культ личности был, но и личность была величайшая» // Теория и история. — 2005. — № 1. — С. 191—206.
- Пфаненштиль И. А. Проблемы и принципы устойчивого развития общества в современных условиях глобализации // Теория и история. — 2005. — № 2. — С. 148—161.
- Пфаненштиль И. А., Пфаненштиль Л. Н. Модернизация российского образования в контексте Болонского процесса и глобализации // Философия образования. — 2005. — № 2 (13). — С. 18—23.
- Пфаненштиль И. А. Круглый стол «Философия образования (воспитания) в контексте проблем устойчивого развития общества», г. Новосибирск, 26-28 апреля 2005 г. // Философия образования. — 2005. — № 2 (13). — С. 362—369.
- Пфаненштиль И. А. Перспективы развития и глобализация российского образования // Повышение качества непрерывного профессионального образования: материалы Всеросс, НМК, г. Красноярск, 5-7 апреля 2005 г. Ч. I. — Красноярск: ИПЦ КГТУ, 2005. — С. 77—83.
- Пфаненштиль И. А. Болонский процесс как форма глобализации образования и науки // Повышение качества непрерывного профессионального образования: материалы Всеросс, НМК с междунар, участием: в 2-х ч. Ч. 1; г. Красноярск, 5-7 апреля 2005 г. / науч. ред. С. А. Подлесный. — Красноярск: ИПЦ КГТУ, 2005. — С. 106—109.
- Пфаненштиль И. А. Устойчивое развитие регионов в условиях глобализации // Инновационное развитие регионов Сибири: материалы межрегиональной НПК: в 2-х ч, Ч. 1; г. Красноярск / науч. ред. С. А. Подлесный. — Красноярск: ИПЦ КГТУ, 2006. — С. 181—183.
- Пфаненштиль И. А. Благожелательный гегемонизм» глобализации и глобальной олигархии // Теория и история. — 2006. — № 1. — С. 198—212.
- Пфаненштиль И. А. Социально-практическая обусловленность глобализации современного образования // Управление и экономика: теория и практика: сб. науч. тр.. — Красноярск: Издательский центр «Платина», 2006. — Вып. 2. — С. 71—79.
- Пфаненштиль И. А. Глобализация и историческое познание // Труды КГТУ: научно-технический журнал Красноярского государственного технического университета; гл. ред. С. А. Подлесный. — Красноярск: ИПЦ КГТУ, 2006. — № 1. — С. 210—216.
- Пфаненштиль И. А. Наука и образование в контексте Болонского соглашения и глобализации // Науковедение: фундаментальные и прикладные проблемы: сб. науч. тр. Сибирского института науковедения; ред. В. П. Каширин. — Красноярск: Изд-во КрасГАУ, 2006. — Вып. 4. — С. 220—225.
- Пфаненштиль И. А. Устойчивое развитие общества и глобализационные тенденции современности // Личность, творчество и современность: сб. науч. трудов. Вып. 9 / отв. ред. Д. Д. Невирко. — Красноярск: СибЮИ МВД России, 2006. — С. 37—56.
- Пфаненштиль И. А. Болонский процесс и проблемы модернизации высшего образования в России // Труды КГТУ: научно-технический журнал Красноярского государственного технического университета; гл. ред. С. А. Подлесный. — Красноярск: ИПЦ КГТУ, 2006. — № 3/2. — С. 383—390.
- Пфаненштиль И. А. Двойные стандарты глобализации // Вестник Красноярского государственного университета. Гуманитарные пауки. — Красноярск: КрасГУ, 2006. — № 3/2. — С. 101—115.
- Пфаненштиль И. А., Тимакова А. И. Противоречия в системе высшего образования на современном этапе глобализации // Вестник Красноярского государственного университета. Гуманитарные пауки. — 2006. — № 3/2. — С. 73—84.
- Пфаненштиль И. А. Понятие модели мира в философии (космическая и универсалистская модели мира) // Вестник Красноярского государственного аграрного университета. — Красноярск: КрасГАУ, 2006. — Вып. 13. — С. 251—255.
- Пфаненштиль И. А., Бухтояров М. С. Глобализация: синтез или апокалипсис? // Вестник Красноярского государственного университета. Гуманитарные пауки. — Красноярск: КрасГУ, 2006. — Вып. 8. — С. 79—84.
- Пфаненштиль И. А. Глобализация или господствующая роль Соединённых Штатов? // Философия образования. — Новосибирск: Издательство СО РАН, 2006. — С. 242—253.
- Пфаненштиль И. А., Яценко М. П. Историческое познание в условиях глобализации // Философия образования. — Новосибирск, 2006. — С. 272—285.
- Пфаненштиль И. А. Интеллектуальные ресурсы на современном этапе глобализации // Интеллектуальные ресурсы: оценка и вовлечение в хозяйственный оборот: материалы Всероссийской научной конф., 20 — 22 сентября 2006 / науч. ред. С. А. Подлесный. — Красноярск: ИПЦ КГТУ, 2006. — С. 57—60.
- Пфаненштиль И. А. О стандартах современной глобализации // Управление и экономика ХХТ в.: материалы научно-практической конференции. — Красноярск: ООО «Издат. центр НШС «Платина», 2006. — С. 175—182.
- Пфаненштиль И. А. Глобализация и её альтернативы как объект изучения // Наука. Философия. Общество: Материалы Российского философского конгресса. — Новосибирск: Параллель, 2009. — Т. III. — С. 247—248. — 496 с.
- Пфаненштиль И. А. Глобализация как объект изучения: проблемы, интерпретации и перспективы // Материалы научно-практической конференции «Духовно-исторические чтения» Красноярск – Шира, 29 июля 2009 г. Вып. XIV. — Красноярск: СФУ, 2009. — С. 27—35. — 284 с.
- Пфаненштиль И. А. Основные факторы интеграции в общемировое образовательное пространство // Повышение качества высшего профессионального образования: Материалы Всероссийской науч.-метод. Конф.: в 3 ч. Ч. 2 / отв. ред. С. А. Подлесный. — Красноярск: СФУ, 2009. — С. 244—249. — 303 с.
- Пфаненштиль И. А. Глобализация: объективные и субъективные аспекты проблемы // Личность, творчество и современность: сборник научных трудов. Вып. 12 / отв. ред. Д. Д. Невирко; Сибирский юридический институт МВД России. — Красноярск: СибЮИ МВД России, 2009. — С. 24—34. — 364 с.
- Пфаненштиль И. А. Проблемы построение единого мирового сообщества // Молодёжь и наука: начало XXI века: сборник материалов Всероссийской научно-технической конференции студентов, аспирантов и молодых ученых: в 7 ч. Ч.I / Сост. О. А. Половинкина. — Красноярск: СФУ, 2009. — С. 158—160. — 336 с.
- Пфаненштиль И. А., Пфаненштиль Л. Н. Альтернативные проекты устойчивого развития человечества в условиях глобализации // Современные проблемы развития науки, техники и образования: сб. науч. тр. / науч. ред. М. А. Барышев, В. И. Кокорин. — Красноярск: СФУ, 2009. — 748 с. (По материалам Всерос. науч. с междунар. участием, 19-20 ноября, Красноярск, 2009)
- Светлов В. А., Пфаненштиль И. А. Газовый спор между Россией и Украиной: сотрудничество по объективным расценкам надежнее и выгоднее, чем по политическим пристрастиям (недоступная ссылка — история) // Вестник Сибирского юридического института ФСКН России. — Красноярск: СибЮИ МВД России, 2009. — № 2 (4). — С. 88—92.
- Пфаненштиль И. А., Светлов В. А. Грузино-Южноосетинский конфликт (недоступная ссылка — история) // Вестник Сибирского юридического института МВД России. — Красноярск: СибЮИ МВД России, 2009. — № 3. — С. 85—93. — ISSN 1816-9724.
- Пфаненштиль И. А. Профессионально-ориентированное обучение России как фактор интеграции в общемировое образовательное пространство (в контексте Болонский процесс) // Профессионально-ориентировочное обучение как фактор интеграции в мировое образовательное пространство: доклады и тезисы докладов 4-го регионального научно-методического семинара. — Усть-Илимск: РИО Усть-Илимского филиала Сиб. федер. ун-та, 2009. — С. 3—10. — 216 с.
- Пфаненштиль И. А. Роль Верховного Главнокомандующего генералиссимуса И.В.Сталина в организации Победы над фашизмом в Великой Отечественной войне // Роль СССР во Второй мировой войне: к 65-летию Великой Победы: Материалы Всероссийской научной конференции (22 апреля 2010 г.) / отв. ред. В. И. Фёдорова, Д. Д. Невирко; Сибирский юридический институт МВД России. — Красноярск: СибЮИ МВД России, 2010. — С. 97–107. — 276 с. — ISBN 978-5-7889-0161-9.
- Пфаненштиль И. А. Человеческие ресурсы России на современном этапе глобализации // Современные трансформационные экономические и социально-политические процессы: Материалы международ. научно-практич. конф. (28 – 30 октября 2009 г.): в 2 ч. Ч. II. — Абакан: РИО ХТИ — филиала СФУ, 2010. — С. 168–170. — 231 с.
- Пфаненштиль И. А., Пфаненштиль Л. Н. Потребительство как фактор девиантного поведения // Актуальные проблемы с преступностью в Сибирском регионе: сб. материалов ХIII международной научно-практической конференции (18-19 февраля 2010 г.): в 3 ч. Ч. 1 / отв. ред. Д. Д. Невирко; Сибирский юридический институт МВД России. — Красноярск: СибЮИ МВД России, 2010. — С. 194—198. — 292 с. — ISBN 978-5-7889-0161-9.
- Пфаненштиль И. А., Пфаненштиль Л. Н. Глобалистика и энергетика в глобальном мире // Сборник докладов первого международного научно-технического конгресса. — Красноярск: ООО «Версо», 2010. — С. 288—290. — 448 с.
- Пфаненштиль И. А. Сталин принял Россию с сохой, а оставил космической сверхдержавой, или о роли личности в истории // Теория и история. Научный журнал № 1 (17) / гл. ред. д-р филос. н., проф. Н. М. Чуринов. — Красноярск: СИБУП, 2010. — С. 39—60. — 231 с. ISSN 18129285.
- Пфаненштиль И. А. Будущее России в контексте современных процессов глобализации // Современные трансформационные экономические и социально-политические процессы: тезисы докл. III междунар. научн.- практ конф. (23-25 ноября 2011 г.). — Абакан: Ред.-изд. сектор ХТИ — филиала СФУ, 2011. — С. 126—129. — ISBN 978-5-4288-0012-8.
- Пфаненштиль И. А., Яценко М. П. Исторические аспекты глобализации как управляемого проекта // Новые гуманитарные исследования. Вестник Орловского государственного университета «Новые гуманитарные исследования». — 2011. — № 5. — С. 224—227. — ISSN 199-9878.
- Пфаненштиль И. А. Современный глобальный мир и альтернативные проекты развития // Инновационные процессы в современном образовании России как важнейшая предпосылка социально-экономического общества и охраны окружающей среды: сборник статей Всероссийской научно-практической конференции с международным участием. — Красноярск: СФУ, 2011. — С. 88—92.
- Пфаненштиль И. А., Борисенко И. Г. Роль информационных технологий в преодолении трансформационных процессов в российском образовании // Философия образования. — 2012. — Т. 43, № 4. — С. 59—67. — ISSN 1811-0916.
- Пфаненштиль И. А. Глобализирующийся мир в осмыслении философии образования // Образование как альтернатива наркомании и коррупции: международная конференция МОиН РФ ФГБОУ ВПО Новосибирский гос. университет. — Новосибирск: НГУ, 2012.
- Пфаненштиль И. А. Образование как альтернатива наркомании и коррупции // Глобализирующийся мир в осмыслении философии образования: международная конференция МОиН РФ ФГБОУ ВПО Новосибирский гос. университет. — Новосибирск: НГУ, 2012.
- Пфаненштиль И. А., Пфаненштиль Л. Н. Наркотизация и коррупция в России как реальная угроза социальной безопасности общества // Социология, философия, право в системе обеспечения социальной безопасности общества и региона: Материалы Всероссийской научно-практической конференции «Социология, философия, право в системе обеспечения социальной безопасности общества и региона». — Красноярск: СибЮИ ФСКН России, 2012. — ISBN 978-5-7889-0161-9.
- Пфаненштиль И. А. Реформы российского образования и будущее России // Инновационные процессы в современном образовании России как важнейшая предпосылка социально-экономического развития общества и охраны окружающей среды: сб. статей региональной научно-практической конференции / отв. за выпуск О. А. Цуканова. — Красноярск: СФУ, 2012. — С. 3—18. — 415 с.
- Пфаненштиль И. А., Яценко М. П. Глобализация и Россия: угрозы и перспективы // Актуальные проблемы глобалистики и геополитики / под общ. ред. И. А. Пфаненштиля, М. П. Яценко. — Красноярск: СФУ, 2012. — С. 54–64. — 338 с. — ISBN 978-5-7638-2875-7.
- Пфаненштиль И. А., Яценко М. П. Образование и будущее развитие России в контексте современных процессов  глобализации // Философия образования. — 2012. — № 6 (45). — ISSN 1811-0916.
- Пфаненштиль И. А., Яценко М. П. Наркомания и коррупция в современной постхолодной войне // Теория и история. — 2012. — № 1. — ISSN 1812-9285.
- Пфаненштиль И. А. Глобализация и генезис социокультурных систем // Интеллектуальный потенциал Сибири для развития России: Философия — Наука — Образование: сборник статей II Всероссийской научной конференции «Сибирский философский семинар». — Красноярск: СФУ, 2012. — С. 144—149.
- Пфаненштиль И. А., Яценко М. П., Борисенко И. Г. Информационные технологии и их роль в устойчивости отечественной образовательной системы // Вестник Иркутского государственного технического университета. — Иркутск: ИрГТУ, 2013. — № 1 (72). — С. 274—279.
- Пфаненштиль И. А. Образование как альтернатива наркомании и коррупции в современной постхолодной войне // Философия образования. — Новосибирск: НИИ ФО НГПУ, 2013. — № 2 (47). — С. 119–124. — ISSN 1811-0916.
- Пфаненштиль И. А., Яркова Н. А. Понятие Русского мира // «Наука вчера, сегодня, завтра»: материалы I международной заочной научно-практической конференции. (26 июня 2013 г.). — Новосибирск: Изд. «СибАК», 2013. — С. 74—79. — 84 с. — ISBN 978-5-4379-0305-6.
- Пфаненштиль И. А., Яценко М. П., Борисенко И. Г. Лимит модернизации системы образования и роль государства // Профессиональное образование в современном мире. — 2014. — № 1 (12). — С. 128—134.
- Пфаненштиль И. А., Яценко М. П., Борисенко И. Г. Лимит модернизации системы образования и роль государства // Профессиональное образование в современном мире. — 2014. — № 1 (12). — С. 128—134.
- Пфаненштиль И. А., Яценко М. П., Борисенко И. Г. Социально–философские аспекты проблем инженерного образования в контексте информационной культуры // Профессиональное образование в современном мире. — 2014. — № 2 (13). — С. 80—86.
- Пфаненштиль И. А., Яценко М. П. Новые образовательные тенденции в контексте глобализации // Философия образования. — 2014. — № 6. — С. 21—28.
- Пфаненштиль И. А., Яценко М. П. Влияние геополитических факторов на становление образования // Философия образования. — 2015. — № 1. — С. 14—25.
- Пфаненштиль И. А., Яценко М. П., Борисенко И. Г. Социально-философские аспекты проблем инженерного образования в контексте информационной культуры // Философия образования. — 2015. — № 2 (59). — С. 77–85.
- Пфаненштиль И. А., Пфаненштиль Л. Н., Яценко М. П. Глобальный мир как единая аксиологическая система: проблемы и перспективы // Философия образования. — 2015. — № 3. — С. 5—14. — doi:10.15372/PHE20150301.
- Пфаненштиль И. А., Яценко М. П. Глобализм и геополитика, взаимодействие глобального или регионального аспектов // Социальные процессы в современной Западной Сибири: Сборник научных трудов. — Горно-Алтайск: Горно-Алтайский государственный университет, 2015. — С. 187—189.
- Турбовский Я. С., Иванова С. В., Круглый В. И., Наливайко Н. В., Айзман Р. И., Турченко В. Н., Пфаненштиль И. А., Бухтояров М. С., Синельников И. Ю., Филинова В. С., Кондратьева Т. Н., Изгарская А. А. Стенограмма вебинара "Медицина и школа" (30 сентября 2015 Г.) // Философия образования. — 2015. — № 6 (63). — С. 224—243.
- Пфаненштиль И. А. Особенности становления евразийского вектора отечественного образования // Философия образования. — 2016. — № 1 (64). — С. 3—15.
- Пфаненштиль И. А. Геополитические аспекты глобализации в контексте цивилизационных пекрспетикв человечества // Профессиональное образование в современном мире. — 2016. — Т. 6, № 1. — С. 40—47.
- Пфаненштиль И. А., Яценко М. П. Дискуссия об историческом пути России и её отражении в учебном процессе // Философия образования. — 2017. — № 1 (70). — С. 13—22.
- Пфаненштиль И. А., Яценко М. П. Когда образование имеет будущее: живые впечатления от книги // Вестник Московского университета. Серия 27: Глобалистика и геополитика. — 2017. — № 2. — С. 73—86.

на других языках
- Jacenko M. P., Pfanenshtil I. A. Globalization as an Object of Study (Historical Aspect) = Глобализация как объект изучения (исторический аспект) // Journal of Siberian Federal University. Humanities & Social Sciences. — Krasnoyarsk: Siberian Federal University, 2009. — Т. 2, № 3. — P. 396—402.
- Pfanenshtil I. A. Geopolitical Manifestations of Globalization Subjects = Геополитические проявления субъектов глобализации // Journal of Siberian Federal University. Humanities & Social Sciences. — 2015. — Т. 5, № 8. — P. 953—957.
- Gryaznukhina T. V., Gryaznukhin A. G., Severyanov M. D., Phanensthil I. A. Creative intelligentsia in socio-political processes of the epoch of the first Russian revolution // Былые годы. Российский исторический журнал. — 2016. — № 41 (3). — С. 804—812.
- Kudashov V. I., Chernykh S. I., Yatsenko M. P., Grigoreva L. I., Pfanenshtil I. A., Rakhinsky D. V. Historical reflection in the educational process: an axiological aproach // Analele Universitatii din Craiova. Seria Istorie. — 2017. — Vol. 22, № 1. — P. 139—147.

## Интервью
- Буренко С. Рождённый держать оборону… // Наш Красноярский край. — 20.03.2015. — № 20 (708).